# Гудгьем
Гудгьем (дат. Gudhjem) — город, населённый пункт на острове Борнхольм, принадлежащем Дании.

## География
Гудгьем это небольшой городок и рыболовецкий порт на северном побережье острова Борнхольм в Балтийском море. Административно входит в состав столичного коммуны Борнхольм региона Ховедстаден, однако до реформы от 31 декабря 2002 года он был частью коммуны Аллинге-Гудгье. В переводе название населённого пункта Gudhjem означает Жилище богов.
Город Гудгьем расположен на полторы минуты западнее 15 градуса восточной долготы, согласно которой определяется временной пояс «среднеевропейское время» (MEZ). Поэтому в Дании среднеевропейское время часто называют «время Гудгьем».

## История
Городок Гудгьем имеет давнюю историю. Вплоть до поразившей население в середине XVII столетия эпидемии чумы он был крупнейшим портом и крупнейшим населённым пунктом острова. В Гудгьеме в Средневековье находился созданный ганзейскими купцами торговый рынок атлантической сельди. В настоящее воемя, кроме рыболовства, местное население занято в туристической индустрии, так как Гудгьем и остров Борнхольм в целом ежегодно привлекают многочисленных туристов.

## Достопримечательности
Для приезжаюших туристов в Гудгьеме особый интерес представляет рыболовецкий порт, расположенные там рыбокоптильни и рыбные ресторанчики. В летние месяцы из регулярно отходят прогулочные суда к острову Кристиансё, являющемуся самой восточной точкой Дании.
В 1929 году на остров Борнхольм приезжает датский художник Олуф Хост, селится в Гудгьеме и в 1935 году приобретает в своё владение дом-усадьбу Løkkegade. Этот дом художника со временем становится местом сбора и встреч приезжающих на остров живописцев, скульпторов, поэтов и прочих интеллектуалов. Олуф Хост же остаётся в Гудгьеме навсегда и и вплоть до своей смерти в 1966 году пишет здесь свои картины, в основном пейзажи как летние, так и зимние. В 1998 году этот дом художника и прилегающий к нему парк бфли превращены в музей творчества Олуфа Хоста (). В здании, где раньше располагался вокзал, также открыт краеведческий музей, где проводятся выставки по истории и культуре острова.
В Гкдгьеме многие годы работал шведский художник, один из основоположников модерна в живописи Швеции и Дании, Карл Исаксон.
В пяти километрах южнее Гудгьема в местечке Остерларс находится одна из четырёх типтчных для Борнхольма округлых церквей (возведена в XI столетии). Возводилась также как защитное и оборонительное сооружение, с бойницами на верхних этажах. Городская церковь Гудгьема была возведена в 1893 году в нео-романском стиле из местного гранита, рядом с бывшей капеллой Св. Анны (ок. 1200 г., сохранились руины). Алтарное полотно церкви, изображающее деву Марию, относится к 1475 году. Близ пруда Громир к северо-западу от Гудгьема сохранились доисторические каменные сооружения. В 5 километрах западнее, в местечке Рё, находятся уходящие отвесно в море гранитные скалы высотой в 22 метра. Радом расположен Художественный музей Борнхольма.
В 1857 году в окрестностях Гудгьема была построена мельница Стенби, в 1885 году — мельница Рёбро, в 1893 году — мельница Гудгьем и в 1900 году — мельница Мельстед. Все они сохранились до наших дней и внесены в список охраняемых государством ветряных мельниц острова Борнхольм.
Через Гудгьем проходит велосипедная трасса «Bornholm Rundt N 10».

## Галерея

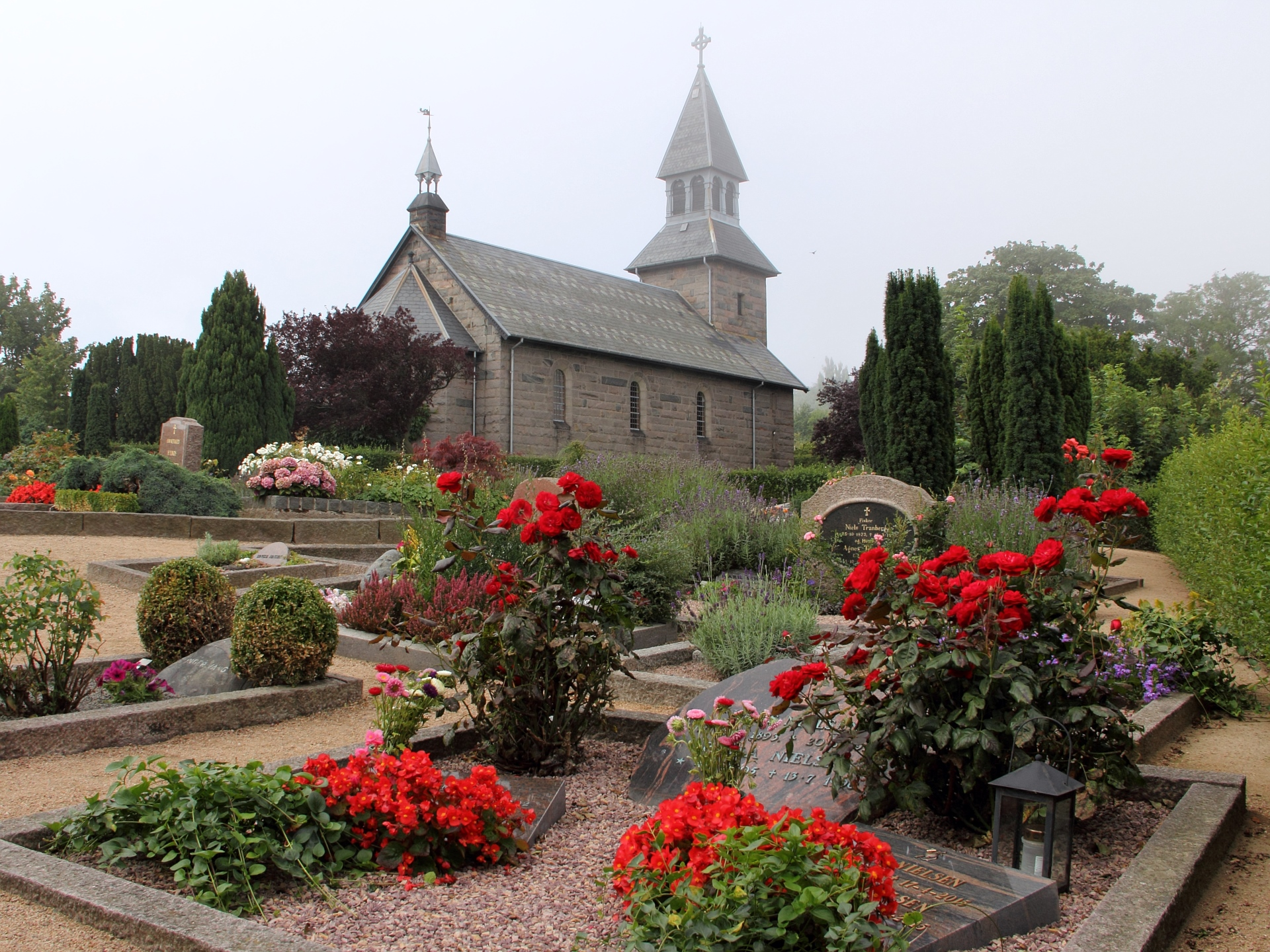
Церковь и кладбище Гудгьема
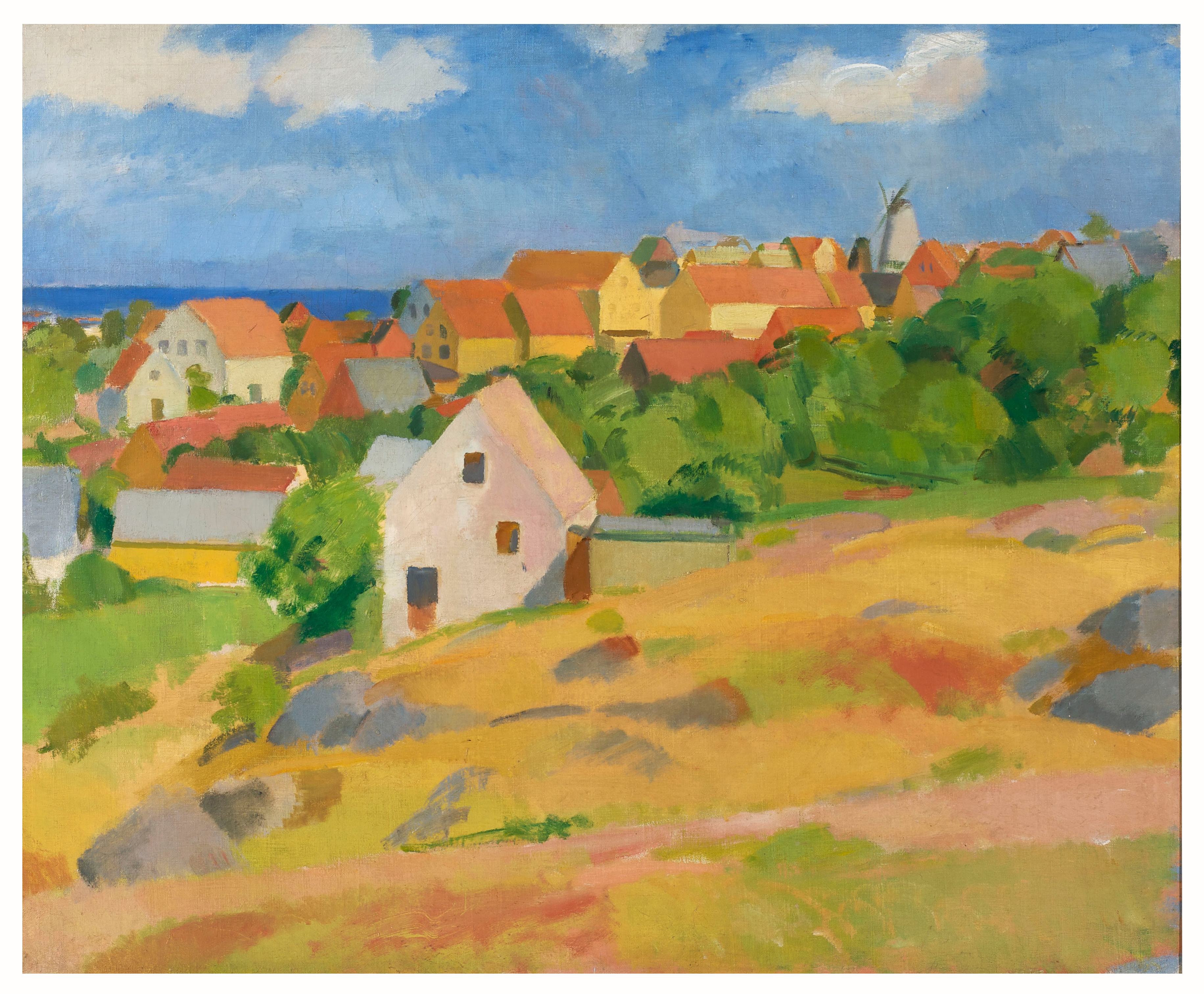
Карл Исаксон: Вид на Гудгьем, 1921. Борнхольмский художественный музей.
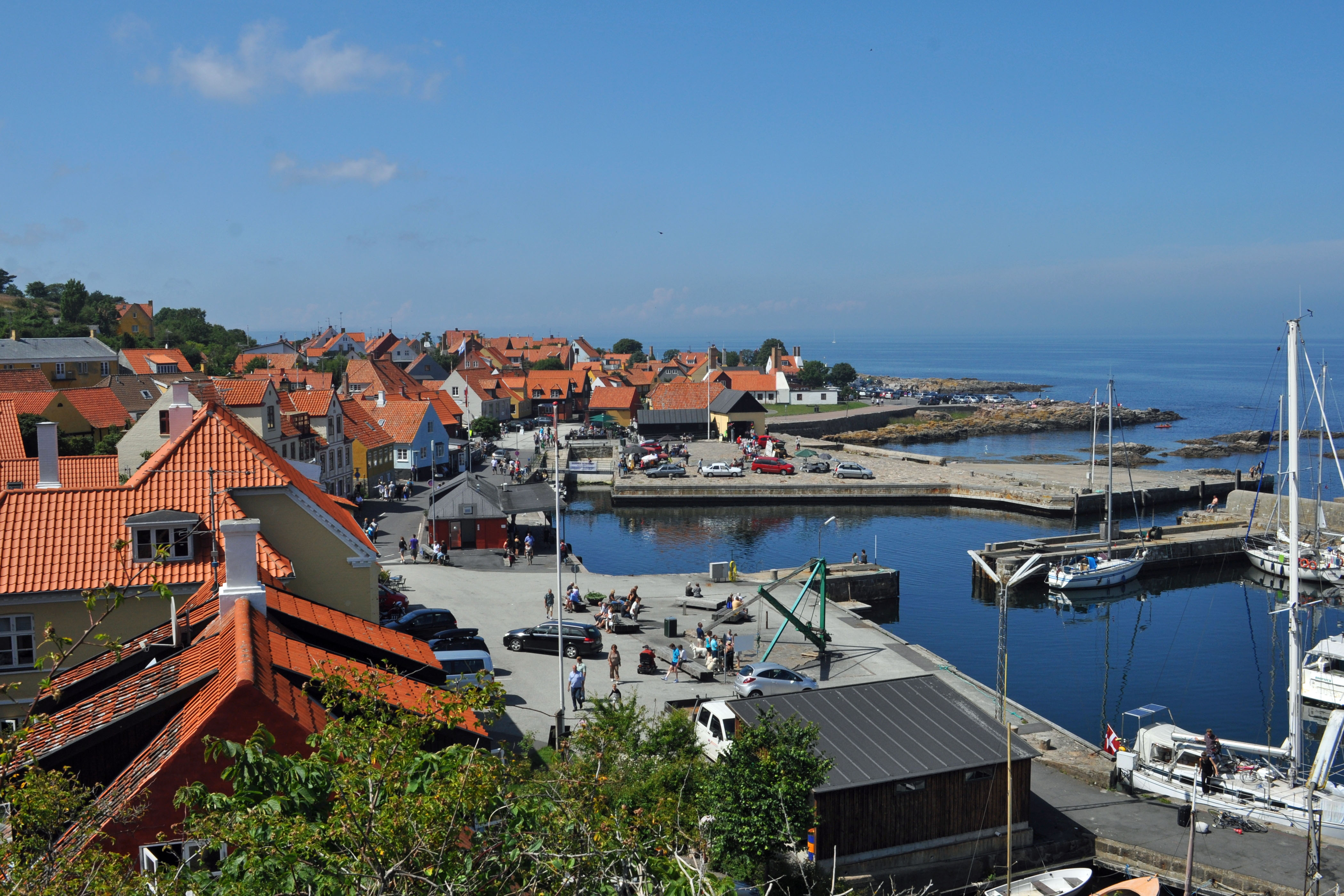
В порту
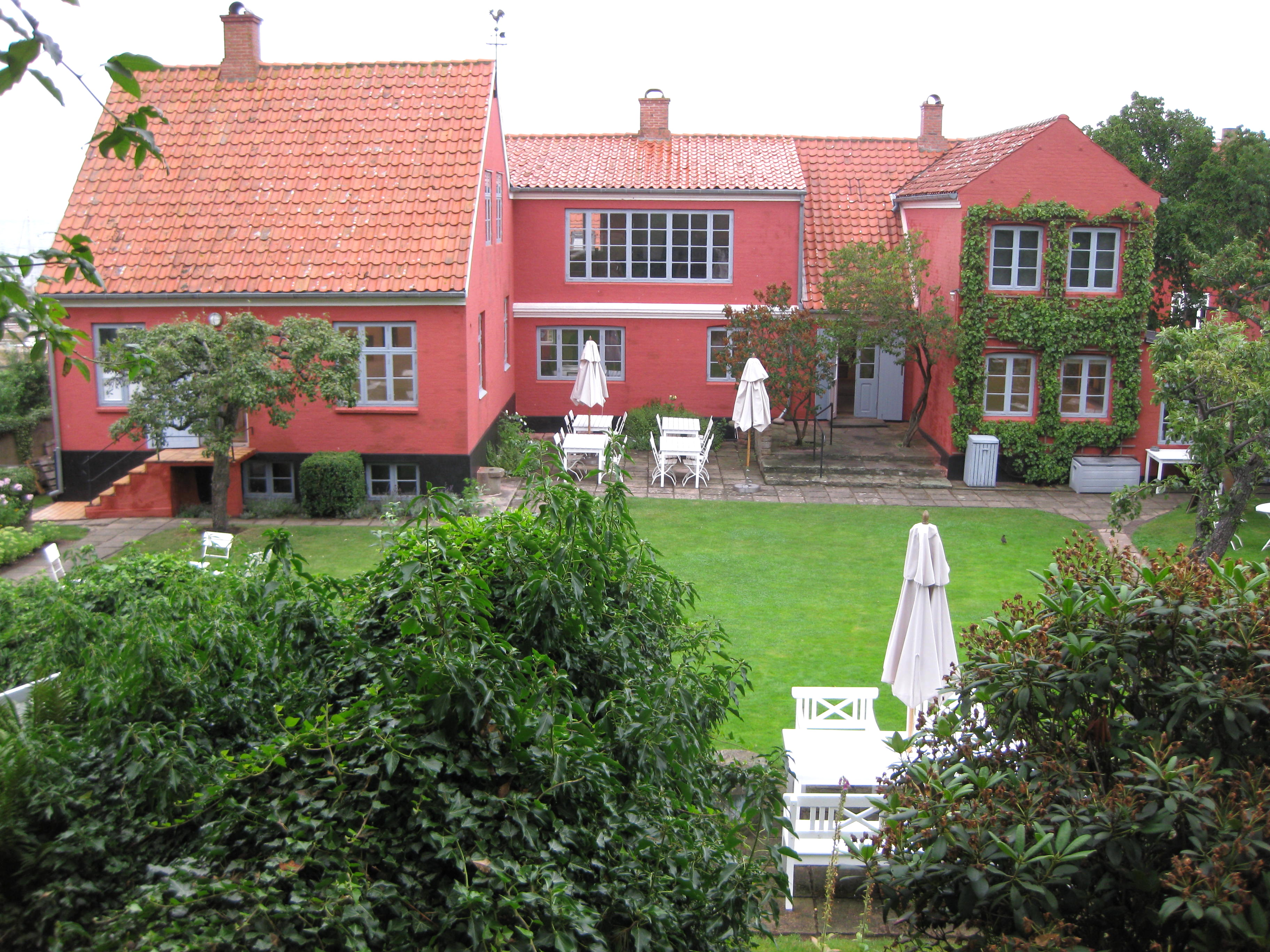
музей Олуфа Хоста
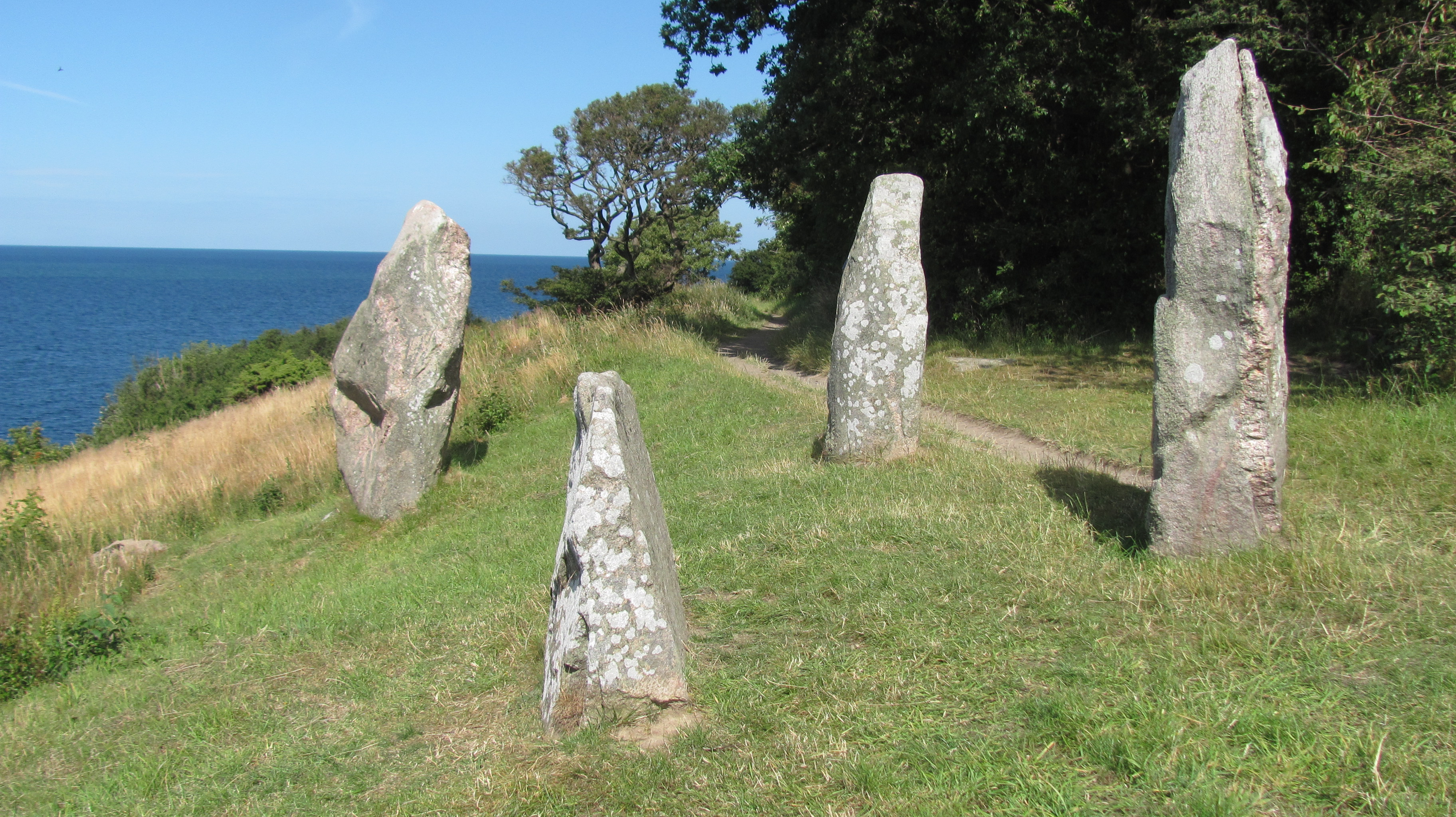
Доисторические каменные руины
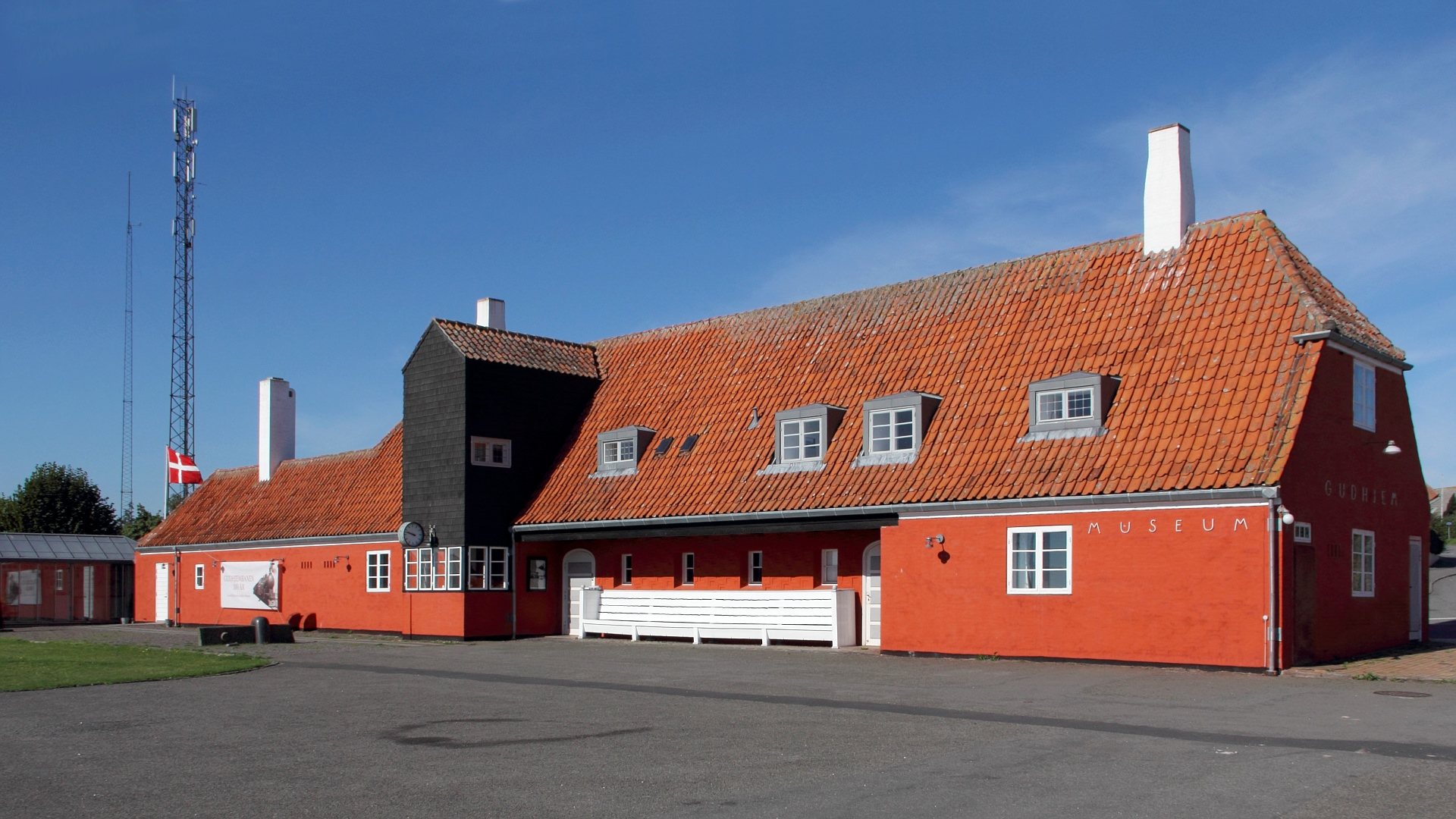
Местный музей, бывшее здание вокзала
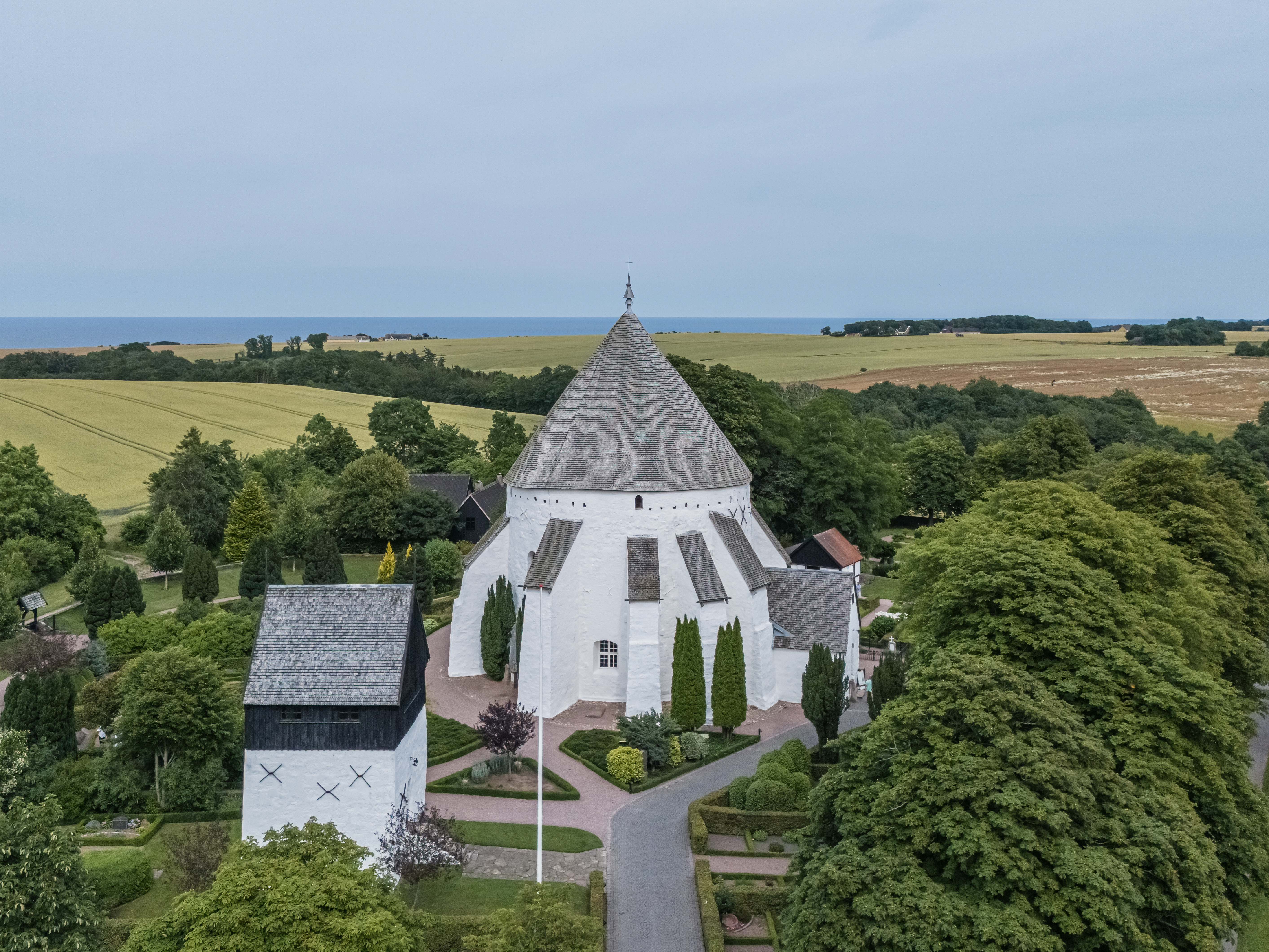
Старинная церковь в Остерларсе
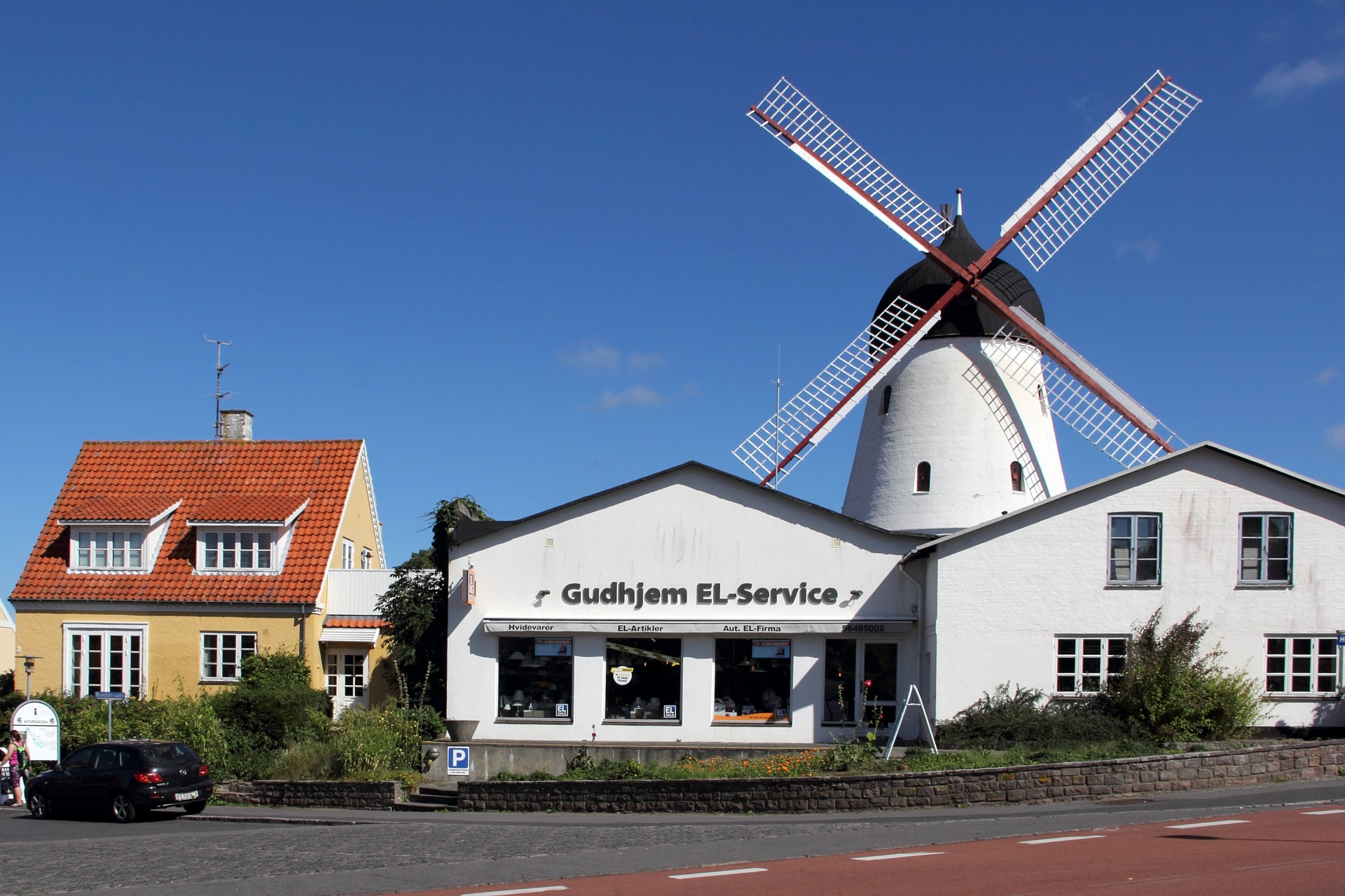
Старинная мельница в городе
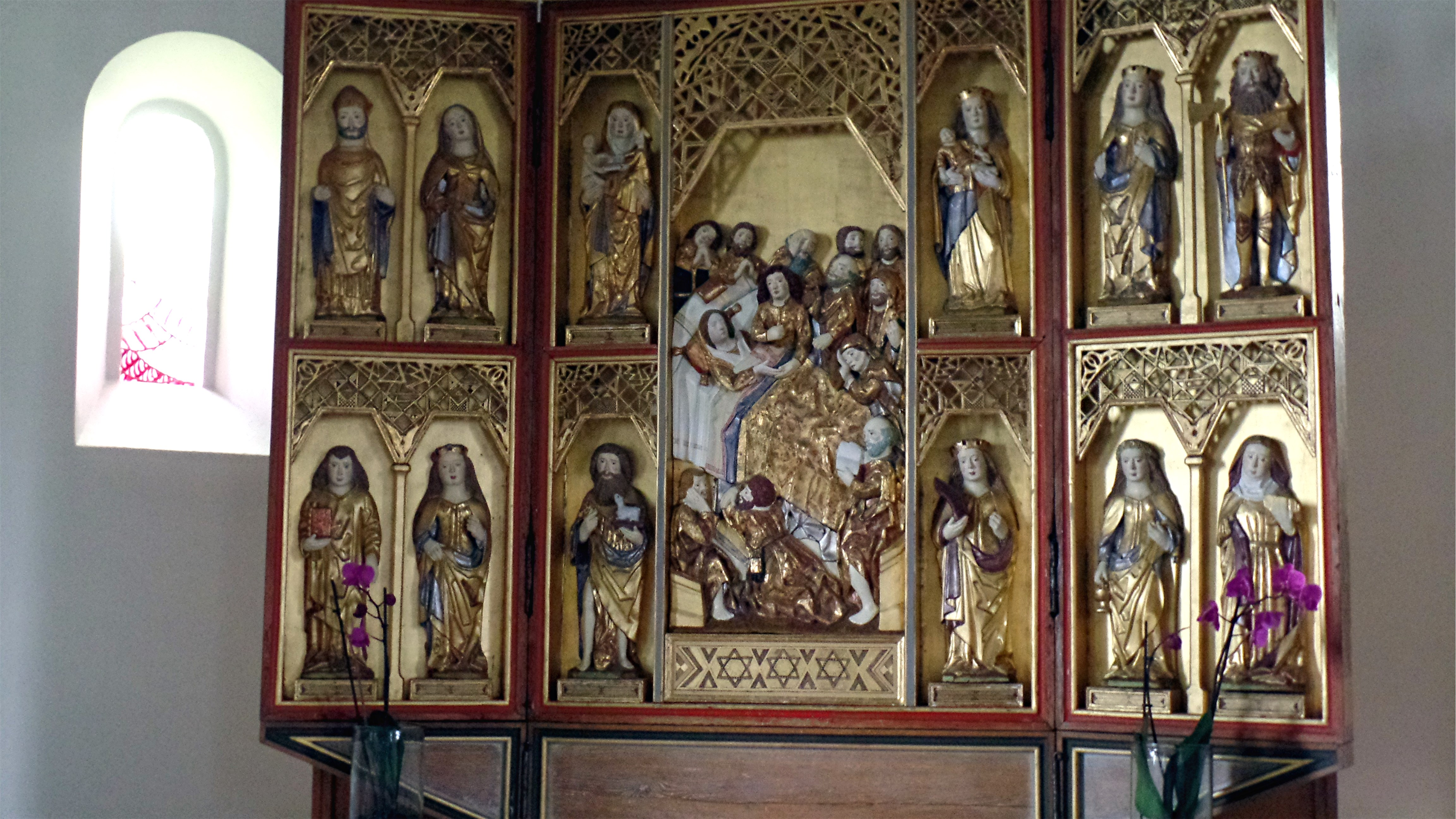
Церковный алтарь с изображением девы Марии (работа XV века)